# Азия (римска провинция)
Римската провинция Азия (на гръцки: Ἀσία or Ἀσιανή), понякога наричана и Фригия, е административна единица на Римската република в Мала Азия. Образувана е на територията на бившето Пергамско царство през 133 пр.н.е.. Пергам е присъединен към Рим според завещението на цар Атал III). От 27 пр.н.е. става сенатска провинция. По време на император Диоклециан (297 г.) е разделена на 7 отделни провинции.
Провинция Азия първоначално се състои от Мизия, Троада, Еолия, Лидия, Йония, Кария, и ивица земя през Писидия до Памфилия. Част от Фригия е дадена на Митридат V преди да бъде вкарана като част от провинцията през 116 пр.н.е. Ликаония е добавена преди 100 пр.н.е., докато района около Кибира е присъединен през 82 пр.н.е. Югоизточният регион от провинция Азия по-късно става част от провинция Киликия. По време на Римската империя, провинция Азия граничи с Витиния на север, Ликия на юг и Галатия на изток. 